# 51 Ophiuchi
Désignations
51 Ophiuchi (en abrégé 51 Oph), également désignée c Ophiuchi, est une étoile de la constellation zodiacale d'Ophiuchus. Elle est visible à l'œil nu avec une magnitude apparente de 4,81. D'après la mesure de sa parallaxe annuelle par le satellite Gaia, l'étoile est distante d'environ ∼ 410 a.l. (∼ 126 pc) de la Terre. Elle se rapproche du Système solaire à une vitesse radiale d'environ −11 km/s. Elle est notable pour être un exemple rare et proche d'un jeune système planétaire qui entre dans « sa dernière phase de formation ».

## Propriétés
Il existe une incertitude dans la classification de 51 Ophiuchi. Elle a ainsi classée comme une géante bleue de type spectral B9,5IIIe, avec la lettre « e » indiquant la présence de raies en émission dans son spectre. Elle a également été classée comme une géante blanche de type A0 II-IIIe et comme une étoile Ae/Be de Herbig. C'est en tout cas une étoile très jeune, âgée de seulement 300 000 ans. Elle est 3,3 fois plus massive que le Soleil et son rayon est 5,7 fois plus grand que le rayon solaire. Elle est trois fois plus lumineuse que le Soleil et sa  température de surface est de 9 772 K. L'étoile tourne rapidement sur elle-même, à une vitesse de rotation projetée de 267 km/s, ce qui est proche de sa vitesse de rotation critique au-delà de laquelle elle serait détruite.

## Disque de débris
51 Ophiuchi possède un disque de gaz et de poussières qui apparaît être un jeune disque de débris montrant un système planétaire dans les dernières étapes de sa formation. Ce disque ressemble de plusieurs façons au disque bien étudié de Beta Pictoris, en raison d'un type spectral similaire de l'étoile, de la présence d'un disque vu de côté qui possède à la fois du gaz et de la poussière, et de la présence de raies d'absorption décalées vers le bleu suggérant la présence de comètes tombant sur l'étoile,.
51 Ophiuchi est située beaucoup plus loin de la Terre que Beta Pictoris (410 vs 63 al), et son disque de débris est relativement compact comparé à celui de Beta Pictoris. Pour ces raisons, le disque de 51 Ophiuchi nécessite la technique de l'interférométrie pour être résolu. Des observations du disque par le Keck Interferometer Nuller à l'observatoire W. M. Keck ont montré qu'il possède deux composantes, la première étant un nuage central de particules de grande taille (de la poussière exozodiacale) et la seconde étant un nuage beaucoup plus étendu de petites particules de silicates qui s'étend jusqu'à une distance de 1 000 ua. Le disque interne possède un rayon d'approximativement 4 ua, et sa densité est autour de 100 000 fois supérieure à celle de la poussière du système solaire.
Une étude détaillée du spectre de 51 Ophiuchi en ultraviolet et en lumière visible indique que son disque circumstellaire présente une composition similaire à celle du milieu interstellaire. Les espèces chimiques dominantes sont l'hydrogène, l'hélium, l'oxygène, l'azote, le silicium et le fer. De manière inattendue, le disque est fortement appauvri en carbone, ainsi qu'en monoxyde de carbone.